# Matapaca
Matapaca é um bairro da cidade de Niterói. Com uma área de 1,43 km2, possui 836 habitantes (IBGE 2000). Pertence à região de Pendotiba, e fica próximo ao Badu e a Maria Paula. Possui a Casa do Professor e o campo do Atlético Futebol Clube. A Estrada de Matapaca está localizada junto ao Mercado Pérola, que se situa na Estrada Caetano Monteiro.

## História
Segundo algumas fontes históricas, primárias e secundárias, a área foi habitada por índios Tamoios e a caça era uma manifestação relevante. Da grande quantidade de pacas na região procederia a denominação Matapaca. Até o final do séc. XIX e início XX, a área era constituída de propriedades rurais como o caso do sítio da viúva do Marechal Hermes da Fonseca, Madame Tefé, vendido em 1921. Há uma hipótese de que essa venda poderia ter representado um embrião do processo de loteamento que se tornaria mais evidente a partir dos anos 50. Relevante também neste período a fundação do Atlético Futebol Clube em 1954, às margens da estrada de Matapaca.

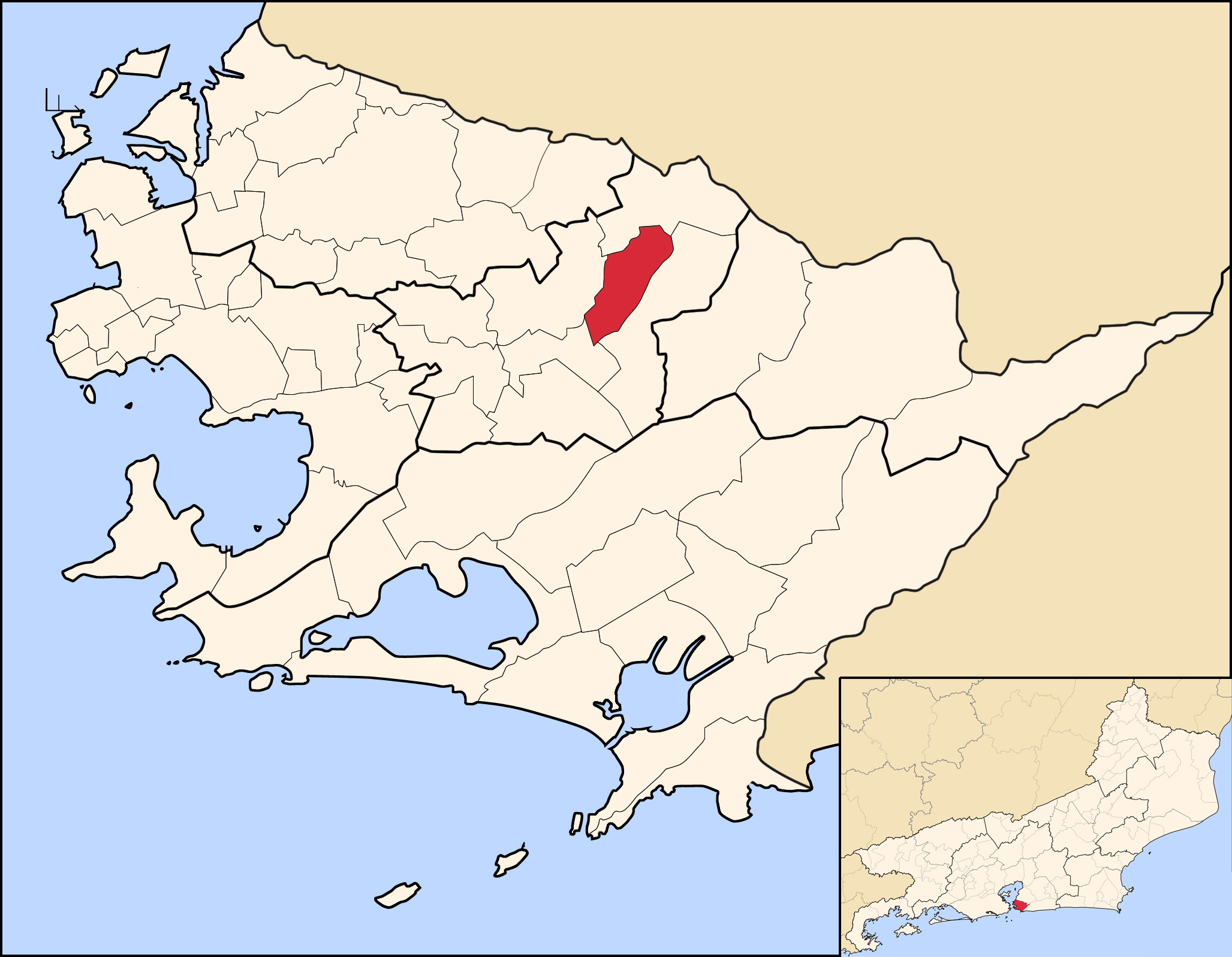
Localização do bairro de Matapaca no município de Niterói.

O fato acima indica que, nos anos 50, a urbanização de Niterói já havia ultrapassado o Largo da Batalha e avançava ao longo da atual estrada Caetano Monteiro. Das fazendas e sítios dos caboclos, ao bairro urbanizado de hoje, teria se passado cerca de meio século, sendo que atualmente estas duas características ainda coexistem.
Possui um zoneamento interno que permite reconhecer algumas localidades bem específicas, dentre elas destacam-se: Jardim América, Buraco Quente e Pache Faria. O Jardim América é um sub-bairro semelhante a um grande condomínio, com elevado padrão construtivo e ocupação recente e, em Pache Faria, localiza-se o antigo sítio pertencente à Madame Tefé, o buraco quente, de padrão econômico diferente dos demais.
Localiza-se no bairro a Igreja de São Sebastião que nos dias 20 de janeiro atrai grande número de romeiros devotos desse santo. Manifestação religiosa semelhante ocorre nos dias 17 de dezembro de cada ano, quando em torno da Igreja de São Lázaro, também erigida no bairro de Matapaca, grandes levas de devotos se reúnem para cumprir rituais tradicionais da religião católica.

## Demografia
O bairro Matapaca apresenta uma das menores taxas de crescimento anual do Município, ocupando 46º nos universos dos bairros, segundo os dados do Censo de 1970, 1980 e 1991, apresentando inclusive uma desaceleração demográfica. Pelos dados de 1991, a população do Bairro representa apenas 0,12% do total do município. O bairro possui 508 habitantes,sendo 81,06% homens e 18,94% são mulheres.